# Безмолвный гнев
«Безмолвный гнев» (англ. Silent Rage) — художественный фильм режиссёра Майкла Миллера.

## Сюжет
В маленьком техасском городке Джон Кирби, психически больной человек, убивает двух членов семьи, у которых гостил. Шериф Дэниел «Дэн» Стивенс и его заместитель Чарли арестовывают Джона, но он вырывается из наручников, одолевает других офицеров и хватает дробовик, заставляя офицеров выстрелить в него.
Тяжело раненый и близкий к смерти Джон доставлен в институт, где его психиатр, доктор Томас «Том» Халман, работает вместе с докторами Филлипом Спирсом и доктором Полом Воном, двумя врачами и генетиками. Чтобы спасти Джона, Филипп предлагает лечить его формулой, созданной им самим и Полом для повышения клеточной прочности и регенерации. Том возражает против её использования из-за психоза Джона, и Филипп делает вид, что согласен, но позже все равно вводит формулу, когда Том уходит. Возрожденный и почти немой, но практически неуязвимый, Джон сбегает из института и выслеживает Тома до его дома, подслушав, как Том говорит Филиппу позволить Джону умереть раньше. Тем временем Дэн приглашает сестру Тома Элисон, с которой у него роман, в поездку. Джон врывается в дом Тома и они дерутся. Несмотря на то, что Джон несколько раз выстрелил в Джона и столкнул его с лестницы, Том убит. Жена Тома Нэнси находит тело своего мужа и тоже убита Джоном. Элисон прибывает, чтобы забрать свое снаряжение для поездки, и обнаруживает трупы своего брата и невестки, но Джон убегает, когда Дэн и Чарли прибывают с полицией.
Дэн и Чарли отвозят Элисон в институт, не подозревая, что Джон тоже вернулся туда, чтобы заставить Филиппа и Пола вылечить его раны. Понимая, что ситуация вышла из-под контроля, Филипп уходит исследовать образцы, а Пол пытается убить Джона, введя ему кислоту. Джон выживает и убивает Пола после непродолжительной борьбы, ударив его шприцем. Найдя тело Пола, Филипп возвращается в свой офис, где кратко рассказывает Джону об успехе их эксперимента. Джон сначала, кажется, понимает Филиппа, но в конце концов ломает ему шею. Вместе с Дэном в офисе коронера округа Чарли и Элисон обнаруживают, что Джон убивает другого сотрудника института; Чарли пытается арестовать его, но оказывается смертельно ранен, когда Джон ломает ему спину. Дэн возвращается как раз вовремя, чтобы обнаружить, что Чарли умирает, и защищает Элисон от Джона.
Дэн стреляет в Джона и выбивает его из окна, но Джон оживает и чуть не убивает Дэна. Джон цепляется за машину Дэна, когда Дэн и Эллисон пытаются сбежать и залезают в её заднее окно, заставляя их выпрыгнуть. Машина разбивается и взрывается, зажигая Джона. Это ранит его, но он прыгает в ближайшее озеро и быстро выздоравливает. На глазах у Элисон Дэн и Джон вступают в рукопашный бой. Оба мужчины наносят удары, но Дэн сокрушает Джона, несколько раз ударив его ногой с разворота, прежде чем бросить его в ближайший колодец, по-видимому, убив его. Когда бойня Джона подошла к концу, Дэн и Элисон уходят. Однако глубоко в колодце Джон неожиданно вырывается из воды, оставшись в живых.

## В ролях
- Чак Норрис — шериф Дэн Стивенс
- Рон Сильвер — доктор Том Холман
- Стивен Китс — доктор Филип Спайрс
- Тони Калем — Элисон Халман
- Уильям Финли — доктор Пол Вон
- Брайан Либби — Джон Кёрби
- Стивен Фёрст — Чарли

## Отзывы
На Rotten Tomatoes фильм имеет рейтинг одобрения 67% на основе 6 обзоров. На Metacritic фильм получил средневзвешенный балл 31 из 100, основанный на 6 критиках, что указывает на «в целом неблагоприятные отзывы».
Variety написала, что фильм «кажется, будто он был сделан с использованием демографического семплера под названием «10 неряшливых способов заработать на рынке эксплуатации». Единственная проблема заключается в том, что создатели фильма использовали все десять техник в одной картине, и в результате получился фильм ужасов-кунг-фу-уотера-женщины-в-опасности-сумасшедшего-ученого с большим количеством непреднамеренного смеха, чем это возможно в пространстве 100 минут». Джон Корри из «Нью-Йорк Таймс» считал, что интересны только сцены с безумными учеными, поскольку у Норриса «нет присутствия на экране, о котором можно было бы говорить». Рита Кемпли из Washington Post назвала боевые искусства Норриса «любопытной сноской в формуле фильма ужасов». Кевин Томас из Los Angeles Times похвалил «проницательный и остроумный сценарий». Ричард Кристиансен из «Чикаго Трибьюн» дал фильму две с половиной звезды из четырёх и написал: «Как и в «Тюрьме округа Джексон», своем хите 1976 года для сна, Миллер придал несколько изобретательных и энергичных штрихов грубой формуле фильма. Он не имеет дело со сложным материалом, но он удивительно изощрен в том, как обращается со своим сырьем». Джимми Саммерс написал в журнале BoxOffice: «То, как вы воспримете все это, во многом зависит от того, примете ли вы это как насмешливую сатиру или просто отвергнете как глупое кинопроизводство. ради создателей фильма они хотели быть насмешливыми».
Норрис сказал, что получил негативные отзывы от фанатов по поводу своих любовных сцен. Впоследствии он решил избегать их в будущем.